# Bobonaro (posto administrativo)
O Posto Administrativo de Bobonaro é um posto administrativo do distrito de Bobonaro, em Timor-Leste. Sua população no censo de 2010 era de 23.108 habitantes. A capital do posto administrativo é Bobonaro.